# Юшарский сельсовет
Юша́рский сельсовет — муниципальное образование в Заполярном районе Ненецкого автономного округа.
Административный центр — посёлок Каратайка.

## География
Юшарский сельсовет находится на северо-востоке Ненецкого округа, на побережье Баренцева моря. Территория сельсовета относится к районам Крайнего Севера и характеризуется сложными природными условиями, суровым полярным климатом.
Расстояние между населёнными пунктами МО «Юшарский сельсовет» Каратайка и Варнек — 120 км.

## Население
| 1999 | 2010 | 2011 | 2012 | 2013 | 2014 | 2015 | 2016 | 2017 |
| ---- | ---- | ---- | ---- | ---- | ---- | ---- | ---- | ---- |
| 765  | ↘645 | ↗663 | ↘629 | ↘606 | ↘596 | ↘589 | ↘574 | ↗590 |
| 2018 | 2019 | 2020 | 2021 | 2023 |      |      |      |      |
| ↘582 | ↘564 | →564 | ↘508 | ↘479 |      |      |      |      |

## Состав поселения
- Варнек (посёлок) — 101[4]
- Каратайка (посёлок, административный центр) — 544[4]

## Экономика
Основное занятие населения — оленеводство. Пять бригад СПК «Дружба народов» выпасают оленей на материке, шестая — на острове Вайгач.

## Транспорт
Регулярное сообщение между населёнными пунктами МО «Юшарский сельсовет» Каратайка и Варнек — воздушное. Авиарейсы выполняются один раз в месяц из Нарьян-Мара на вертолете Ми-8. В период навигации выполняются грузовые перевозки на судне СПК «Дружба народов».